# University of Montevallo

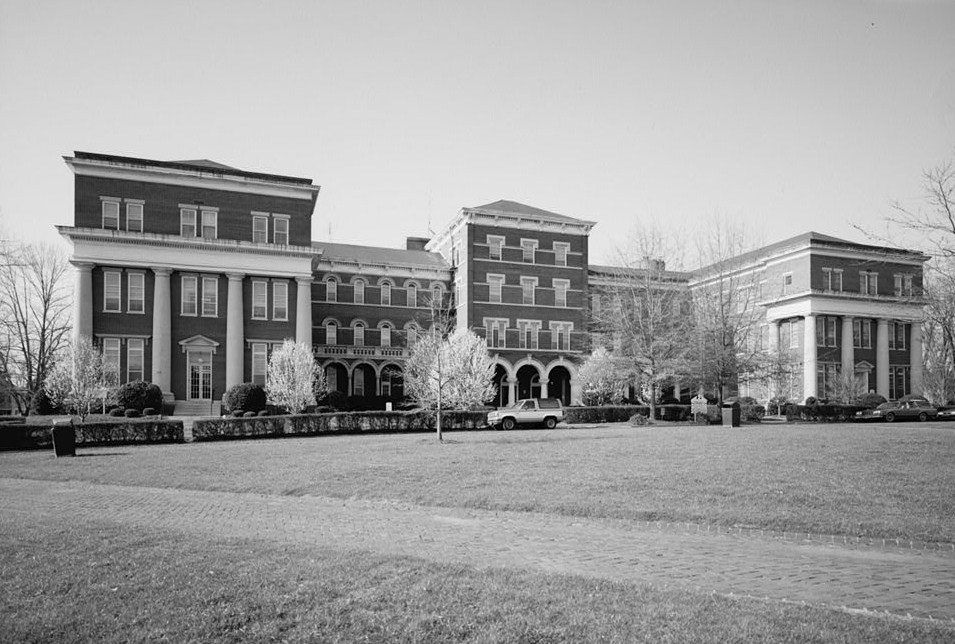
Die Main Hall der University of Montevallo

Die University of Montevallo ist eine staatliche Universität in Montevallo im US-Bundesstaat Alabama, mit einem Schwerpunkt in den Geisteswissenschaften (Liberal Arts).

## Geschichte
Die Hochschule wurde 1896 als Alabama Girls’ Industrial School für Frauen gegründet. Ab 1956 wurden auch männliche Studenten zugelassen. Nach mehreren Namensänderungen erhielt sie 1969 den heutigen Namen University of Montevallo.

## Fakultäten
- Künste und Wissenschaften (College of Arts & Sciences)
- Pädagogik und menschliche Entwicklung (College of Education and Human Development)
- Schöne Künste (College of Fine Arts)
- Wirtschaftswissenschaften (Michael E. Stephens College of Business)
- Graduiertenschule

## Zahlen zu den Studierenden und den Dozenten
Im Herbst 2020 waren 2.600 Studierende an der University of Montevallo eingeschrieben. Davon strebten 2.228 (85,7 %) ihren ersten Studienabschluss an, sie waren also undergraduates. Von diesen waren 65 % weiblich und 35 % männlich; 1 % bezeichneten sich als asiatisch, 17 % als schwarz/afroamerikanisch, 6 % als Hispanic/Latino und 67 % als weiß. 372 (14,3 %) arbeiteten auf einen weiteren Abschluss hin, sie waren graduates. 226 Dozenten lehrten an der Universität, 142 in Vollzeit und 84 in Teilzeit.
2009 waren rund 3.000 Studierende eingeschrieben gewesen.

## Sport
Die Sportteams der University of Montevallo sind die Falcons. Die Hochschule ist Mitglied der Gulf South Conference.